# Apollon de Pinedo
L'Apollon de Pinedo est une statue en bronze trouvée par quatre plongeurs le 8 décembre 1963 dans les eaux de la plage de Pinedo (au sud de la ville de Valence, en Espagne). Actuellement elle fait partie de la collection du Musée de la Préhistoire de Valence. Lors de la découverte il lui manquait la jambe droite, qui a été récupérée quelques mois plus tard. En 1994 la jambe a été rajoutée et la statue restaurée.

## Description
La statue représente la figure d'un jeune nu, que l'archéologue Domingo Fletcher a identifié comme le dieu romain Apollon. Sa position reposée montre une attitude indolente : la tête légèrement inclinée vers le côté gauche, comme si le cou ne pouvait pas supporter son poids, en même temps que le menton se relève. D'autre part, son bras droit s'élève sur la tête en décrivant un arc. Le poids restant repose sur la jambe gauche, qui apparaît légèrement fléchie afin de mieux s’affirmer sur le siège, alors que la jambe droite est étendue vers l’avant.
On ne connaît pas le type de support sur lequel aurait pu reposer la statue. Cependant, étant donné que la zone du fessier est coupée, l'option la plus probable semble un rocher, d'accord avec la mode introduite dans la période hellénistique de représenter les divinités dans un espace naturel.
Il s'agit probablement d’une copie romaine de l'Apollon Delphinios, réalisé originellement par Demetrios de Milet vers la fin du IIe siècle av. J.-C. De même, il garde des étroits parallélismes avec deux reliefs originaires des théâtres d’Arles et de Milet. En plus, plusieurs peintures murales de Pompéi montrent Apollon assis avec un bras sur la tête et l'autre s’appuyant sur la cithare, dans une position très similaire à celle de l'Apollon de Pinedo.

## Technique
L'Apollon a été fondu à la cire perdue, selon la méthode indirecte, qui permet la fonte de chaque partie séparément, et postérieurement leur soudure.

## Datation
Elle date probablement de l’époque impériale, du Ier siècle ou IIe siècle, comme reflet de la propagation du culte d’Apollon de la part d'Auguste, et compte tenu que la plupart des œuvres similaires trouvées sont aussi de ladite période.